# ادريانو (لاعب كرة قدم)
ادريانو هو لاعب كرة قدم برازيلي في مركز الوسط، ولد في 22 أغسطس 1999 في أنابوليس في البرازيل. لعب مع أتلتيكو مينيرو.